# Босна и Херцеговина на Зимским олимпијским играма 2014.
Босна и Херцеговина је на Зимским олимпијским играма 2014. које се одржавају у Сочију (Русија) од 7. до 23. фебруара, учествовала по шести пут као самостална држава, са петоро спортиста (три мушкарца и две жене), који су се такмичили у три спорта.
Заставу Босне и Херцеговине на свечаном отварању и затварању Игара носила је алпска скијашица Жана Новаковић.
Такмичари Босне и Херцеговине на овим Играма нису освојили ниједну медаљу.

## Учесници по спортовима
| Спорт           | Мушкарци | Жене | Укупно |
| --------------- | -------- | ---- | ------ |
| Алпско скијање  | 2        | 1    | 3      |
| Биатлон         | 0        | 1    | 1      |
| Скијашко трчање | 1        | 1*   | 2*     |
| Укупно (3)      | 3        | 2    | 5      |

• Иста такмичарка се такмичила у биатлону и скијашком трчању.

## Алпско скијање
На основу ранг листа Светске скијашке федерације спортисти из БиХ обезбедили су три учесничке квоте:
| Скијаш         | Дисциплина        | Прва вожња              | Друга вожња              | Резултат                 | Заостатак                | Пласман                                                 |                          |
| -------------- | ----------------- | ----------------------- | ------------------------ | ------------------------ | ------------------------ | ------------------------------------------------------- | ------------------------ |
| Игор Лајкерт   | суперкомбинацијаж | 1:59,76 (44)            | 55,94 (24)               | 2:55,70                  | +10,50                   | 27 / 34 (50) Архивирано на веб-сајту (19. март 2014)    |                          |
| Игор Лајкерт   | спуст             |                         |                          | 2:15,07                  | +8,84                    | 44 / 47 (50)                                            |                          |
| Игор Лајкерт   | велеслалом        | Није завршио прву вожњу | Није завршио прву вожњу  | Није завршио прву вожњу  | Није завршио прву вожњу  | Није завршио прву вожњу                                 |                          |
| Игор Лајкерт   | слалом            | 54,68 (52)              | Није завршио другу вожњу | Није завршио другу вожњу | Није завршио другу вожњу | Није завршио другу вожњу                                | Није завршио другу вожњу |
| Игор Лајкерт   | супервелеслалом   |                         |                          | 1:24,20                  | +6.06                    | 50 / 52 (63)                                            |                          |
| Марко Рудић    | велеслалом        | 1:29,55 (53)            | 1:30,40 (49)             | 2:59,95                  | +14,66                   | 49 / 72 (109)                                           |                          |
| Марко Рудић    | слалом            | Није завршио прву вожњу | Није завршио прву вожњу  | Није завршио прву вожњу  | Није завршио прву вожњу  | Није завршио прву вожњу                                 | Није завршио прву вожњу  |
| Жана Новаковић | велеслалом        | 1:24,54 (42)            | 1:23,24 (38)             | 2:47,78                  | +10,91                   | 37 / 67 (90) Архивирано на веб-сајту (20. фебруар 2014) |                          |
| Жана Новаковић | слалом            | 59,79 (35)              | 56,20 (25)               | 1:55,99                  | +11,45                   | 26/49 (85) Архивирано на веб-сајту (19. март 2014)      |                          |

## Биатлон

### Жене
| Такмичар     | Дисциплина  | Резултати             | Резултати             | Резултати             |
| Такмичар     | Дисциплина  | Време                 | Промашаји             | Пласман/учес.         |
| ------------ | ----------- | --------------------- | --------------------- | --------------------- |
| Тања Каришик | Појединачно | Није завршила         | Није завршила         |                       |
| Тања Каришик | Спринт      | 25:06,8               | 2 (1+1)               | 78 / 84               |
| Тања Каришик | Потера      | Није се квалификовала | Није се квалификовала | Није се квалификовала |

## Скијашко трчање
На основу ранг листа Светске скијашке федерације спортисти из БиХ обезбедили су две учесничке квоте:
| Скијаш            | Дисциплина       | Резултат             | Резултат             | Резултат                                                |
| Скијаш            | Дисциплина       | Укупно               | Заостатак            | Пласман                                                 |
| ----------------- | ---------------- | -------------------- | -------------------- | ------------------------------------------------------- |
| Младен Плакаловић | М 50 км слободно | Није се завршио трку | Није се завршио трку | Није се завршио трку                                    |
| Тања Каришик      | Ж 10 км класично | 41:34,6              | +13:16,8             | 72 / 75 (76) Архивирано на веб-сајту (14. фебруар 2014) |

Спринт
| Скијаш            | Дисциплина         | Квалификације | Квалификације | Чеетвртфинале        | Чеетвртфинале        | Полуфинале           | Полуфинале           | Финале               | Финале               |
| Скијаш            | Дисциплина         | Време         | Место         | Време                | Место                | Време                | Место                | Време                | Место                |
| ----------------- | ------------------ | ------------- | ------------- | -------------------- | -------------------- | -------------------- | -------------------- | -------------------- | -------------------- |
| Младен Плакаловић | спринт појединачно | 4:40,64       | 82            | Није се завршио трку | Није се завршио трку | Није се завршио трку | Није се завршио трку | Није се завршио трку | Није се завршио трку |